# Estadio Francisco Artés Carrasco
El estadio municipal Francisco Artés Carrasco es el estadio municipal de Lorca. El CF Lorca Deportiva disputa sus partidos como local en este recinto. Hasta 2010 fue el estadio del Lorca Deportiva CF. También jugó de 2010 a 2012 el Lorca Atlético CF y entre 2011 y 2021 el Lorca FC. Su nombre es en honor al segundo presidente del Patronato del Campo de San José de Lorca, tras Juan Martínez García.

## Historia

### Gestación del proyecto
El día 2 de octubre de 2001 se coloca la primera piedra del complejo deportivo en La Torrecilla. Eusebio Abellán declara: "Lorca contará con un estadio digno. Vamos a tener más estadio que equipo de fútbol." La empresa que construirá el estadio será Construcciones Giner y el coste rondará los 600 millones de pesetas.
El jueves 29 de noviembre de 2001 se colocó la primera piedra del nuevo estadio en un acto al cual asistió Cristino Guerra quien fue el arquitecto responsable del proyecto, y de igual manera el alcalde Miguel Navarro.
En noviembre de 2002, con las obras ya muy avanzadas, se recibe la visita de Ángel María Villar, presidente de la RFEF. Se intenta que el nuevo estadio acoja un partido de la Selección absoluta, pero al estar está comprometida hasta 2004 se acuerda que sea un partido de la sub-21.

### Actos de inauguración
En febrero de 2003 se anuncia que la inauguración del nuevo estadio será el 5 de marzo contra el FC Barcelona. El contrato le asegura al Barça unos ingresos de 282 475€, gastos de desplazamiento y hospedaje aparte, siendo el presupuesto general de gastos unos 312 500€.
El 1 de marzo los hijos de Francisco Artés Carrasco descubren una placa en el vestíbulo del estadio que reza "La Ciudad de Lorca rinde homenaje y recuera la figura del ilustre lorquino Francisco Artés Carasco, cuyo nombre perpetúa para la historia este estadio." Está presente en el acto José Luis Morga, presidente de la FFRM, y el párroco Roberto B. Jiménez Martínez, quien bendice el estadio igual que hizo en 1951 con el Municipal de San José.
Tras una pequeña polémica por la ausencia de algunas estrellas del FC Barcelona llega el esperado 5 de marzo. Ante unos 7000 espectadores el Barcelona derrota al Lorca Deportiva por 1 gol a 4. Dirige el partido el colegiado lorquino Gregorio Bernabé García. En los prolegómenos del partido Amador Bernabéu y Miguel Navarro descubrieron una placa conmemorativa.

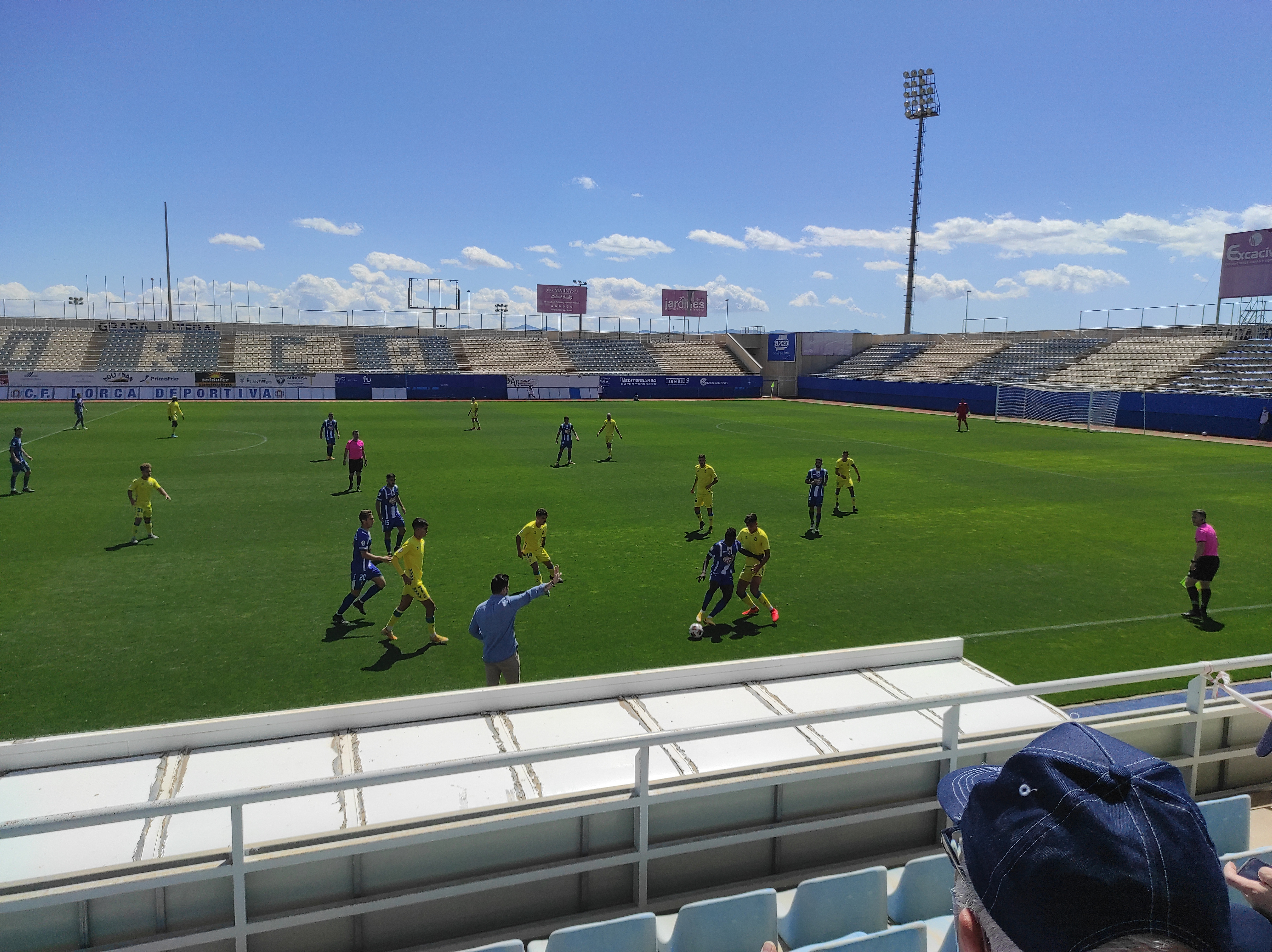
Partido del Lorca Deportiva contra Las Palmas Atlético

El 13 de marzo se juega el segundo partido con motivo de la inauguración del campo. Ante apenas 400 espectadores el Lorca Deportiva cae ante el Almería por 1 a 6. Antes del partido se descubrió una placa en el campo anexo con el nombre de Juan Martínez Casuco, lorquino y entrenador del Almería.
El 19 de marzo se juega el primer partido oficial en el Francisco Artés Carrasco. Se adelanta la jornada 32 a este día para que el primer encuentro en el nuevo estadio sea contra el eterno rival, el Águilas CF. El primer gol oficial lo marca Ipintza en el minuto 46 y empató el Águilas con un gol de penalti de Julián en el 93. 4000 espectadores vieron el encuentro de liga.
El 1 de abril fue el Atlético de Madrid quien visitó al Lorca con el lorquino Lázaro Albarracín, vicepresidente del equipo colchonero. Ante unos 4000 espectadores el Lorca cayó derrotado por 1-3.
El último de los encuentros organizados fue un partido entre las selecciones Sub-21 de España y Australia. El partido terminó con un 1-0 favorable a España. 5000 personas asistieron al encuentro.

## Características

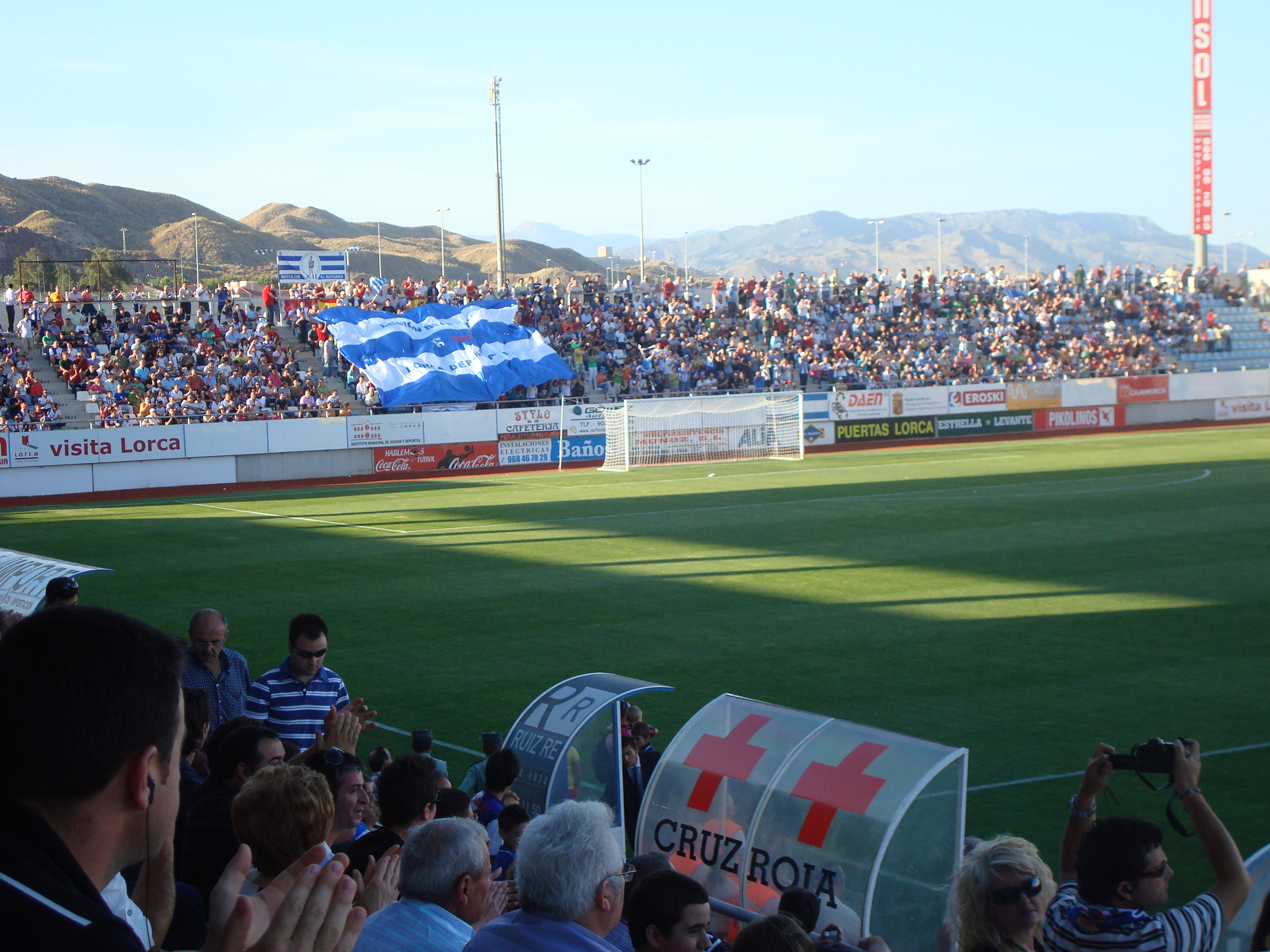
Fondo norte del estadio durante un partido

Cuenta con un aforo total de 8120 localidades divididas de la siguiente forma:
- Palco presidencial: 70
- Tribuna vip: 70
- Tribuna alta: 1232
- Tribuna baja: 1948
- Fondo norte: 1440
- Fondo sur: 1440
- Grada lateral: 1920

## Eventos

### Partidos de inauguración
| 5 de marzo de 2003, 21:00 (CET) | Lorca Deportiva CF | 1:4     | FC Barcelona                                                    | Francisco Artés Carrasco, Lorca                                    |                                                                    |
|                                 | Arambarri 48'      | Reporte | Colina (ag) 42' Riquelme (p) 45' Mendieta 70' Sergio García 81' | Asistencia: 7.000 espectadores Árbitro(s): Gregorio Bernabé García | Asistencia: 7.000 espectadores Árbitro(s): Gregorio Bernabé García |

| 1 de abril de 2003, 21:00 (CET) | Lorca Deportiva CF | 1:3 | Atlético de Madrid                        | Francisco Artés Carrasco, Lorca                |                                                |
|                                 | Iñigo 17'          |     | Javi Moreno 7' Stankovic 57' Aguilera 89' | Asistencia: 4.000 espectadores Árbitro(s): ??? | Asistencia: 4.000 espectadores Árbitro(s): ??? |

| 30 de marzo de 2003 | España      | 1:0 | Australia | Francisco Artés Carrasco, Lorca                                       |                                                                       |
|                     | Arriaga 64' |     |           | Asistencia: 5.000 espectadores Árbitro(s): Paraty da Silva (Portugal) | Asistencia: 5.000 espectadores Árbitro(s): Paraty da Silva (Portugal) |

### Partidos oficiales de la selección española sub-21
| 14 de octubre de 2008 | España                              | 3:1     | Suiza     | Francisco Artés Carrasco, Lorca                                   |                                                                   |
|                       | Xisco 51' Sisi 90' Raúl García 112' | Reporte | Gashi 25' | Asistencia: 8.000 espectadores Árbitro(s): Cüneyt Çakır (Turquía) | Asistencia: 8.000 espectadores Árbitro(s): Cüneyt Çakır (Turquía) |

### Partidos de la selección murciana
| 22 de diciembre de 2008 | Región de Murcia | 1:1     | Estonia  | Francisco Artés Carrasco, Lorca                                         |                                                                         |
|                         | Toché (p) 44'    | Reporte | Kink 15' | Asistencia: 5.000 espectadores Árbitro(s): Pedro Javier Martínez Franco | Asistencia: 5.000 espectadores Árbitro(s): Pedro Javier Martínez Franco |

### Partidos de selecciones absolutas
| 28 de septiembre de 2022, 20:00 | Nicaragua | 0:1 (0:1) | Ghana        | Francisco Artés Carrasco, Lorca                      |                                                      |
|                                 |           | Reporte   | - Fatawu 35' | Asistencia: 4.000 espectadores Árbitro(s): Dario Bel | Asistencia: 4.000 espectadores Árbitro(s): Dario Bel |

## Campos de fútbol anexos
El estadio Francisco Artés Carrasco cuenta con tres campos anexos:

### Juan Martínez Casuco
El campo Juan Martínez Casuco es el mayor de los tres campos situados al lado del estadio principal. Es utilizado por el Lorca para entrenar y para los equipos base tanto del Lorca como del Lorca Fútbol Base. También era usado por el Lorca Deportiva CF B para disputar sus partidos. Cuenta con una pequeña grada con capacidad para unas 1000 personas.
Este campo lleva el nombre del exfutbolista y entrenador lorquino Juan Martínez Casuco y su superficie es de césped artificial.

### José Miñarro
Este campo es más pequeño que el Juan Casuco. También lo utilizan los equipos del Lorca y del Lorca FB para entrenamientos. Debe su nombre al ex- presidente del Lorca Promesas, José Miñarro Pérez "El presi", una de las personalidades lorquinas que más ha apostado por el fútbol de la localidad y en especial por la cantera, representando el espíritu de superación y humildad tanto en el ámbito futbolístico como personal. Su superficie también es de césped artificial.

### Campo de fútbol 7
Es el tercer campo en orden descendente desde el estadio principal, su superficie es de césped natural y es usado por los equipos de fútbol base del Lorca y del Lorca FB.